# Jablines
Jablines is een gemeente in het Franse departement Seine-et-Marne (regio Île-de-France) en telt 574 inwoners (1999). De plaats maakt deel uit van het arrondissement Torcy.

## Geografie
De oppervlakte van Jablines bedraagt 8,1 km², de bevolkingsdichtheid is 70,9 inwoners per km².
De onderstaande kaart toont de ligging van Jablines met de belangrijkste infrastructuur en aangrenzende gemeenten.

## Demografie
Onderstaande figuur toont het verloop van het inwonertal (bron: INSEE-tellingen).